# Adjintimey
Adjintimey (auch Ajentemei) ist ein Arrondissement im Departement Couffo im westafrikanischen Staat Benin. Es ist eine Verwaltungseinheit, die der Gerichtsbarkeit der Kommune Djakotomey untersteht.

## Demografie und Verwaltung
Gemäß der Volkszählung 2013 des beninischen Statistikamtes INSAE hatte das Arrondissement 16.160 Einwohner, davon waren 7415 männlich und 8745 weiblich.
Von den 85 Dörfern und Quartieren der Kommune Djakotomey entfallen sieben auf Adjintimey:
1. Agohoué-Balimey
2. Doumahou
3. Fannahinhoué
4. Gbotohoué
5. Hekpé
6. Mahinouhoué
7. Sebiohoué-Adjintimey